# Грулёв, Михаил Владимирович
Михаи́л Влади́мирович Грулёв (20 августа 1857, Режица Витебской губернии — 17 сентября 1943, Ницца) — военачальник, генерал-лейтенант (1912), военный писатель и журналист, участник русско-японской войны.

## Биография

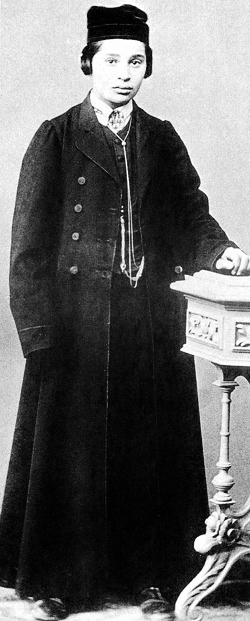
Грулёв М. В. в детстве

Родился в городе Режица Витебской губернии в еврейской семье. Образование получил в Себежском уездном училище и в Варшавском пехотном юнкерском училище, был произведён в офицеры в 65-й пехотный Московский полк (1882). Перед поступлением в юнкерское училище принял православие (1879). Окончив затем Академию Генерального штаба (1888), с 1889 года Грулёв служил в Приамурском и Туркестанском военных округах, совершил ряд поездок в Индию, Китай, Египет, и Японию.
В чине офицера Генерального штаба был начальником русской торговой экспедиции по реке Сунгари. В 1895 году был российским военным агентом в Японии. Возглавлял научную экспедицию в Маньчжурию, которая проводила изыскания для постройки КВЖД; рекомендовал место для закладки города Харбина.
Во время русско-японской войны 1904—1905 годов командовал 11-м пехотным Псковским полком, был контужен и за боевые отличия получил ордена св. Владимира 4-й степени с мечами и бантом, св. Владимира 3-й степени, золотое оружие (06.18.1906) и чин генерал-майора. В Ляоянском сражении полк под его командованием в составе сводного отряда генерала Н. А. Орлова Восточной группы генерала А. А. Бильдерлинга в условиях полнейшей неясности обстановки и многочисленных взаимоисключающих друг друга приказов вышестоящего командования выдержал трудное многочасовое сражение с превосходящими силами японцев и понёс значительные потери; а после боя его и его полк обвинили в бездействии и бегстве, а также выставили именно его виновников срыва планов русского командования. М. В. Грулёв отличился как командир полка в сражениях у реки Шахэ.
По окончании войны, в 1907—1909 годах, был членом военно-исторической комиссии при Главном управлении Генерального штаба по описанию русско-японской войны, принял участие в составлении «Истории русско-японской войны». С 1910 года состоял начальником штаба Брест-Литовской крепости. Высочайшим приказом от 11 мая 1912 года был произведён в генерал-лейтенанты «с увольнением, за болезнью, от службы, с мундиром, с пенсией и с зачислением в пешее ополчение по Петербургской губернии». После отставки поселился в Ницце.

## Литературная деятельность
Литературная деятельность М. В. Грулёва началась в конце 1870-х годов, когда он начал публиковать стихи на древнееврейском языке в газете «хаЦфира» (Га-цфира). В 1880 году, когда он, ещё юнкером, напечатал в газете «Голос» статью о походе в Индию; затем им было напечатано много статей в «Русском инвалиде», «Военном сборнике», «Приамурских ведомостях», «Историческом вестнике» и «Русской старине». М. В. Грулёв был также редактором «Туркестанских ведомостей», «Известий Туркестанского отделения Императорского географического общества», секретного журнала «Сведения, касающиеся стран, сопредельных с Туркестанским военным округом» и помощником редактора журнала «Разведчик». Опубликовал несколько своих статей и переводов в секретном многотомном издании Военно-учёного комитета «Сборник географических, топографических и статистических материалов по Азии».
Среди отдельно изданных работ стоит особо отметить книгу «Соперничество России в Средней Азии» — блестящая аналитическая и историческая работа, переведённая на английский и немецкий языки и не утратившая своего значения и в наше время. Перу Грулёва принадлежат также корреспонденции с театра военных действий 1904—1905 годов, печатавшиеся в «Русских ведомостях» и «Разведчике». Доход от своей последней книги мемуаров «Записки генерала-еврея» (1930) М. В. Грулёв пожертвовал в Еврейский национальный фонд на приобретение земель в Палестине.

## Избранная библиография
- Сунгарийская речная экспедиция 1895 года. — СПб., 1895
- Описание р. Сунгари. (Июнь и июль 1895 г.). —Хабаровск, 1895
- Аму-Дарья. Очерк среднего течения. — Ташкент, 1900
- Памиры. Историко-географический очерк. — Калуга, 1904
- В штабах и на полях Дальнего Востока. Воспоминания офицера Генерального штаба и командира полка о русско-японской войне. Ч. 1—2. — СПб., 1908—1909 (переиздание — Государственная публичная библиотека исторической литературы в серии «Взглядываясь в прошлое», 2007)
- Очерк восстаний приграничных племён Индии за последние 10 лет. — СПб., 1909
- Соперничество России в Средней Азии. — СПб., 1909
- Злобы дня в жизни армии. Брест-Литовск, 1911 Архивная копия от 11 января 2020 на Wayback Machine
- Записки генерала-еврея. — Париж, 1930 (переиздания: Antiquary (США, репринт), 1987; — М., 2007)

### Переводы
- Автобиография Абдурахман-хана, эмира Афганистана. Пер. с англ. Генерального штаба полковник М. Грулев. Т. 1—2. — СПб., 1901.
- Паркер Э. Г. Китай, его история, политика и торговля с древнейших времен. Пер. с англ. М. В. Грулёв. — СПб., 1903
- Теттау Э. Восемнадцать месяцев в Маньчжурии с русскими войсками. Пер. с нем. М. Грулев. Ч. 1—2. — СПб., 1907—1908.
- Теттау Э. Куропаткин и его помощники. Поучения и выводы с русско-японской войны. С нем. пер. и снабдил предисловием М. Грулев. Ч. 1—2. — СПб., 1913—1914
- Теттау Э. От Мукдена до Портсмута. Поучения и выводы из русско-японской войны. Пер. с нем. М. Грулёв. — СПб., 1914 (третья часть книги «Куропаткин и его помощники»).